# Erika Kirsner
Erika Kirsner (ur. 23 grudnia 1975 w Hódmezővásárhely), była węgierska piłkarka ręczna, reprezentantka kraju grająca na pozycji lewoskrzydłowej. Wicemistrzyni Świata 2003. Mistrzyni Europy 2000.
W 2011 r. zdecydowała się na zakończenie kariery sportowej.

## Sukcesy

### reprezentacyjne
- Mistrzostwa Świata:
  -  2003
- Mistrzostwa Europy:
  -  2004

### klubowe
- Mistrzostwa Węgier:
  -   2000, 2002, 2007
  -  2001, 2003, 2006
  -  2004, 2005
- Puchar Węgier:
  -  2001, 2003
- Mistrzostwa Austrii:
  -  2008, 2009, 2010
- Puchar Austrii:
  -  2008, 2009, 2010
- Puchar EHF:
  -  2006
- Liga Mistrzyń:
  -  2002, 2008